# Райх-Раницкий, Марсель
Марсель Ра́йх-Рани́цкий (нем.  Marcel Reich-Ranicki; настоящая фамилия Райх, 2 июня 1920, Влоцлавек — 18 сентября 2013, Франкфурт-на-Майне) — ведущий немецкий литературный критик и публицист польско-еврейского происхождения

## Биография
Марсель Райх родился в еврейской семье. Отец, Давид Райх, был торговец стройматериалами; мать, Хелен Райх (урождённая Ауэрбах), выросла в Берлине и приобщала своих детей к немецкой культуре.
В 1929 году семья Райх переехала в Берлин. В 1937 году Марсель окончил гимназию. Это был период Третьего рейха (1933—1945), когда нацистская Германия проводила жесточайшие репрессии против евреев. Марсель подал заявление на поступление в Берлинский Университет Фридриха Вильгельма (Friedrich-Wilhelms-Universität), однако ему было отказано из-за его еврейского происхождения.
В 1938 году всех евреев, родившихся в Польше, выслали из Берлина на родину. Марсель Райх был вынужден вернуться в Польшу и поселился в Варшаве. В Польше, благодаря отличному знанию немецкого языка, он устроился работать переводчиком. Тогда же он начал писать концертные рецензии для «Газета Жидовска» (Gazeta Żydowska) под псевдонимом Виктор Харт (Wiktor Hart). После вступления в Польшу войск Третьего рейха он был интернирован в еврейское гетто Варшавы в 1940 году. В 1942 году ему пришлось переводить приказ оккупационных властей о ликвидации еврейского гетто в Варшаве и отправке всех евреев в концентрационные лагеря Треблинка и Освенцим. Марселю Райху, вместе с женой Теофилой, удалось бежать и скрываться в подполье. Его родители и брат были убиты.
В сентябре 1944 года Прага (район Варшавы на правом берегу Вислы, где скрывался Марсель Райх) была освобождена от немецких войск Красной армией. Райх вступил в Коммунистическую партию и начал работать в отделе пропаганды. С конца 1944 года был сотрудником польской спецслужбы. В 1948 году направлен в Лондон как агент польской спецслужбы. Официально в Лондоне он значился как вице-консул под именем Марсель Раницкий (Marcel Ranicki). Позже стал пользоваться псевдонимом Райх-Раницкий (Reich-Ranicki). В 1949 году был отозван из Лондона обратно в Польшу.
В 1950 году Райх был уволен из польской спецслужбы. Ему было запрещено публиковать свои работы.
В 1958 году Марсель оказался в Федеративной Республике Германия во Франкфурте-на-Майне, где и остался. На упрёки в том, что он остался в Германии, а не переехал в Израиль и не считает себя настоящим евреем, Райх ответил: «Я понимаю тех, кто говорит, что нельзя отрекаться от своей нации, да ещё если она преследуется, но еврейская религия мне в значительной мере абсолютно чужда. В конце концов, именно евреи придумали заповедь „не убий“ и заповедь „возлюби ближнего своего, как самого себя“. Я не являюсь членом еврейской общины, но это не означает, что я перестал быть евреем».
В 1960—1973 годах Райх-Раницкий работал литературным критиком в гамбургской еженедельной газете «Ди Цайт» (нем. Die Zeit).
С 1973 по 1988 годы был ведущим литературным сотрудником ежедневной газеты «Франкфуртер Альгемайне Цайтунг» (нем. Frankfurter Allgemeine Zeitung). Особой заслугой Райх-Раницкого является создание «Франкфуртской антологии», в которой собраны более 1500 произведений немецких авторов.
С 25 марта 1988 по 14 декабря 2001 года Райх-Раницкий вёл на Втором государственном канале немецкого телевидения ZDF популярную передачу «Литературный квартет» (нем. Das literarische Quartett). Эта передача принесла ему общенациональную известность и оказала огромное влияние на весь немецкоязычный литературный процесс. Со страхом и надеждой ожидали авторы выступления Райх-Раницкого с его суждениями о том или ином произведении. Эти выступления оказывали огромное влияние на дальнейшую литературную судьбу авторов. В это время Райх-Раницкий получил своё прозвище — «Папа Римский немецкой литературы» (нем. Der Papst der Deutschen Literatur).
В 1990 году литературный критик Йоахим Кайзер (нем. Joachim Kaiser) назвал Райх-Раницкого «самым читаемым, самым грозным, самым авторитетным, а потому и самым ненавидимым критиком Германии». Марсель Райх-Раницкий стал самым значительным и влиятельным литературным критиком Германии.
Автобиографическая книга Марселя Райх-Раницкого «Mein Leben» (в русском переводе «Моя жизнь») была издана более чем полумиллионным тиражом и долгое время оставалась одной из самых популярных публицистических книг Германии. Она считается одним из лучших мемуарных произведений XX века. В этой книге он пишет: «Я наполовину поляк, наполовину немец и на все сто процентов еврей».
В 1968—1969 годах Райх-Раницкий преподавал в американских университетах. В 1971—1975 годах он читал лекции как гостевой профессор (нем. Gastprofessor) в Стокгольмском и Уппсальском университетах. С 1974 года — почётный профессор Тюбингенского университета. С 1990 года — профессор Дюссельдорфского университета и с 1991 года — профессор Университета Карлсруэ. С 2006 года Райх-Раницкий — почётный профессор Тель-Авивского университета.
В журнале «Шпигель» (нем. Der Spiegel), № 25, 16 июня 2005 года, Райх-Раницкий представил канонический список наиболее значительных литературных произведений на немецком языке (нем. «Kanon lesenswerter deutschsprachiger Werke»). Этот список содержит пьесы, романы, повести, рассказы и лирику отдельных поэтов.
До конца жизни Марсель Райх-Раницкий проживал вместе с женой во Франкфурте-на-Майне. Его сын Анджей (Andrzej) — профессор в Эдинбургском университете.
За успешную и плодотворную деятельность на протяжении всей жизни и за телепередачу «Литературный квартет» Райх-Раницкому была присуждена премия немецкого телевидения за 2008 год. Вручение премии проходило 11 октября 2008 года в Кёльне. Во время церемонии Райх-Раницкий вышел на трибуну и публично отказался от получения премии, выражая таким образом свой протест против низкого качества многих немецких телепрограмм. Чтобы как-то сгладить скандальность ситуации, ведущий программы, Томас Готшальк, предложил Райх-Раницкому обсудить ситуацию позже в отдельной телепередаче вместе с руководителями ведущих немецких телевизионных каналов. Однако руководители телеканалов уклонились от участия в передаче, и Томасу Готшальку пришлось одному беседовать с Райх-Раницким. Обе телепередачи получили широчайший резонанс в Германии, дав повод для общественных дискуссий о проблемах немецкого телевидения.

## Работы
- Литературная жизнь в Германии. Комментарии и памфлеты. (Literarisches Leben in Deutschland. Kommentare und Pamphlete) 1965 год.
- Немецкая литература на востоке и на западе (Deutsche Literatur in Ost und West) 1966 год.
- Литература маленьких шагов. Немецкие писатели сегодня. (Literatur der kleinen Schritte. Deutsche Schriftsteller heute) 1967 год.
- Нелюбимые. Семь эмигрантов (Die Ungeliebten. Sieben Emigranten) 1968 год.
- Нарушители спокойствия. Евреи в немецкой литературе. (Über Ruhestörer. Juden in der deutschen Literatur) Мюнхен, Издательство «Пипер» (Piper Verlag) 1973 год.
- Перепроверка, сочинения о вчерашних немецких писателях (Nachprüfung, Aufsätze über deutsche Schriftsteller von gestern) Издательство «Пипер» 1977 год.
- Франкфуртская антология 1 — 27 тома ((Hg.) Frankfurter Anthologie, Band 1-27) Франкфурт-на-Майне, Издательство «Инзель» (Insel Verlag) 1978—2004.
- Возражение, к немецкой литературе семидесятых годов (Entgegnung, Zur deutschen Literatur der siebziger Jahre) 1981 год.
- Томас Манн и его семья (Thomas Mann und die Seinen) Штутгарт, 1987 год, ISBN 3-421-06364-8
- Сплошная критика "Lauter Verrisse, dtv, 1993 год, ISBN 3-423-11578-5
- Адвокаты литературы (Die Anwälte der Literatur) Deutsche Verlags-Anstalt 1994 год.
- Моя жизнь (Mein Leben) Штутгарт, Deutsche Verlags-Anstalt, 1999, ISBN 3-423-13056-3
- Семь пионеров. Писатели XX века (Sieben Wegbereiter. Schriftsteller des 20. Jahrhunderts) Мюнхен, Deutsche Verlags-Anstalt, 2002 год, ISBN 3-421-05514-9
- Мои портреты. Портреты и сочинения. (Meine Bilder. Porträts und Aufsätze) Мюнхен, Deutsche Verlags-Anstalt, 2003 год, ISBN 3-421-05619-6
- Наш Грасс (Unser Grass) Мюнхен, Deutsche Verlags-Anstalt, 2003, ISBN 3-421-05796-6
- Требование дня. Беседы о немецких делах. (Vom Tag gefordert. Reden in deutschen Angelegenheiten) Мюнхен, DTV, 2003, ISBN 3-423-13145-4
- Мои истории. От Иоганна Вольфганга Гёте до современности. (Meine Geschichten. Von Johann Wolfgang von Goethe bis heute) Франкфурт-на-Майне, Издательство «Инзель» (Insel Verlag), 2003, ISBN 3-458-17166-5
- Канон. Немецкие литературные произведения. 10 томов и один сопроводительный том. (Der Kanon. Die deutsche Literatur Erzählungen 10 Bände und ein Begleitband) Франкфурт-на-Майне, Издательство «Инзель» (Insel Verlag), 2003, ISBN 3-458-06760-4

## Звания и награды
- Почётный доктор Уппсальского университета (1972)
- Гейне Знак (1976)
- Медаль Вильгельма Хайнзе Академии наук и литературы Майнца (1983)
- Гёте Знак города Франкфурт-на-Майне (1984)
- Премия Томаса Манна (1987)
- Премия Бамби (1989)
- Премия телевидения Баварии (1991)
- Премия Германа Зинсхаймера в области литературы и публицистики (1991)
- Почётный доктор Университета Аугсбурга и Отто-Фридрих-Университета Бамберг (1992)
- Премия Людвига Бёрне (1995)
- Премия оратора Цицерона (1996)
- Почётный доктор Дюссельдорфского университета (1997)
- Премия культуры земли Гессен (1999)
- Премия Фридрих Хёрдерлин города Бад-Хомбурга и литературная премия Самюэль Богумил Линде, Торн/Гёттинген (2000)
- Золотая Камера (2000)
- Почётный доктор Утрехтского университета (2001)
- Почётный доктор Мюнхенского университета (2002)
- Премия Гёте города Франкфурт (2002)
- Большой Крест со Звездой за заслуги Германии (2003)
- Премия Культуры Европы (2004)
- Премия земли Северный Рейн Вестфалия (2005)
- Почётный доктор Свободного университета Берлина и Тель-Авивского университета (2006)